# Fardis
Fardis (en persan : فردیس) est une ville d'Iran située dans la province d'Alborz au pied des monts Elbourz.